# Myotis septentrionalis
Myotis septentrionalis је врста слепог миша из породице вечерњака (лат. Vespertilionidae).

## Распрострањење
Врста је присутна у Канади и Сједињеним Америчким Државама.

## Станиште
Врста Myotis septentrionalis има станиште у бореалним шумама.
Гнезде се у зградама, испод коре дрвећа, и у дупљама стабала. Пећине и подземни рудници су њихова омиљена места за хибернацију.

## Угроженост
Ова врста није угрожена, и наведена је као последња брига јер има широко распрострањење.

### Популациони тренд
Популација ове врсте је стабилна, судећи по доступним подацима.